# Verónica Segura
Verónica Segura (ur. 26 grudnia 1973) – meksykańska aktorka filmowa i telewizyjna, najbardziej znana z roli Cordé w filmie Gwiezdne wojny: część II – Atak klonów.

## Życiorys
Verónica Segura urodziła się w Meksyku, lecz przeprowadziła się do Teksasu, gdzie w 1997 roku ukończyła Texas State University. Potem przeprowadziła się do Nowego Jorku, gdzie ukończyła Atlantic Theatre Company. Wzięła udział w takich filmach jak Gwiezdne wojny: Atak Klonów, Zabójczy kurort, Dame tu Cuerpo i A Proposito de Alexa. W 2009 roku zakończyła karierę aktorską, lecz pojawiła się jeszcze w 2016 roku w pobocznej roli w czterech odcinkach serialu Soy Luna. Obecnie mieszka w Meksyku.

## Wybrana filmografia
| Rok  | Tytuł                                  | Rola      |
| ---- | -------------------------------------- | --------- |
| 2016 | Soy Luna                               | Soraya    |
| 2007 | A propósito de Alexa                   | Nieznana  |
| 2006 | Ángel, las alas del amor               | Nieznana  |
| 2006 | Deja qué la vida te despeine           | Laura     |
| 2005 | Casi nunca pasa nada                   | Nieznana  |
| 2004 | Los Sánchez                            | Tamara    |
| 2004 | 7 mujeres, 1 homosexual y Carlos       | Lucy      |
| 2004 | Zabójczy kurort                        | Zoe       |
| 2003 | Sin ton ni Sonia                       | Marissa   |
| 2003 | Tajemnica Trynidadu                    | Enfermera |
| 2003 | Dame tu cuerpo                         | Grace     |
| 2003 | Subterano                              | Monkey    |
| 2002 | Dulce Lola                             | Lola      |
| 2002 | Gwiezdne wojny: część II – Atak klonów | Cordé     |
| 1999 | Tribe                                  | Kobieta   |
| 1993 | Abandonos                              | Nieznana  |